# Actaea japonica
Actaea japonica är en ranunkelväxtart som beskrevs av C.P. Thunberg och A. Murray. Actaea japonica ingår i släktet trolldruvor, och familjen ranunkelväxter. Utöver nominatformen finns också underarten A. j. acutiloba.

## Bildgalleri

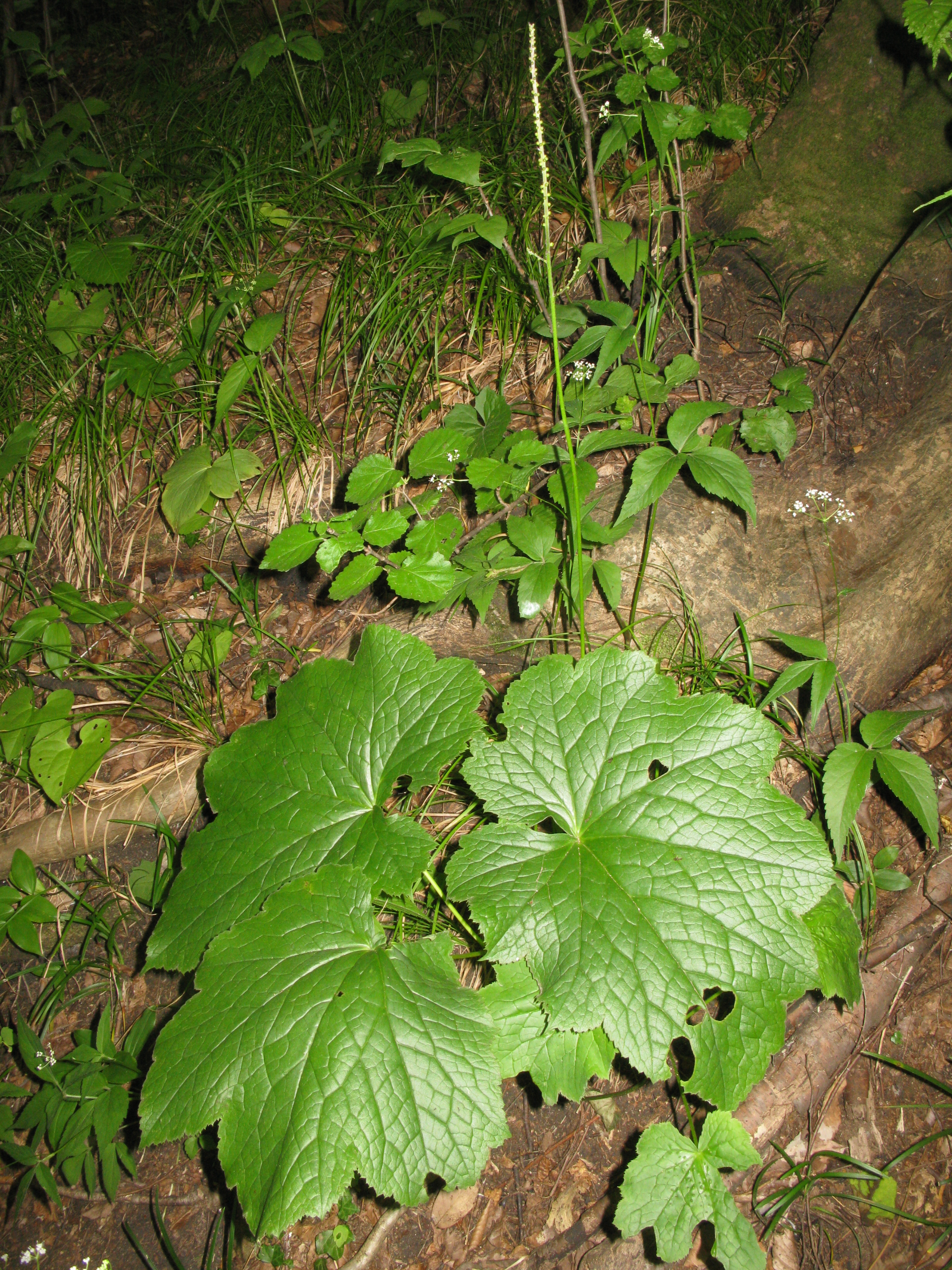
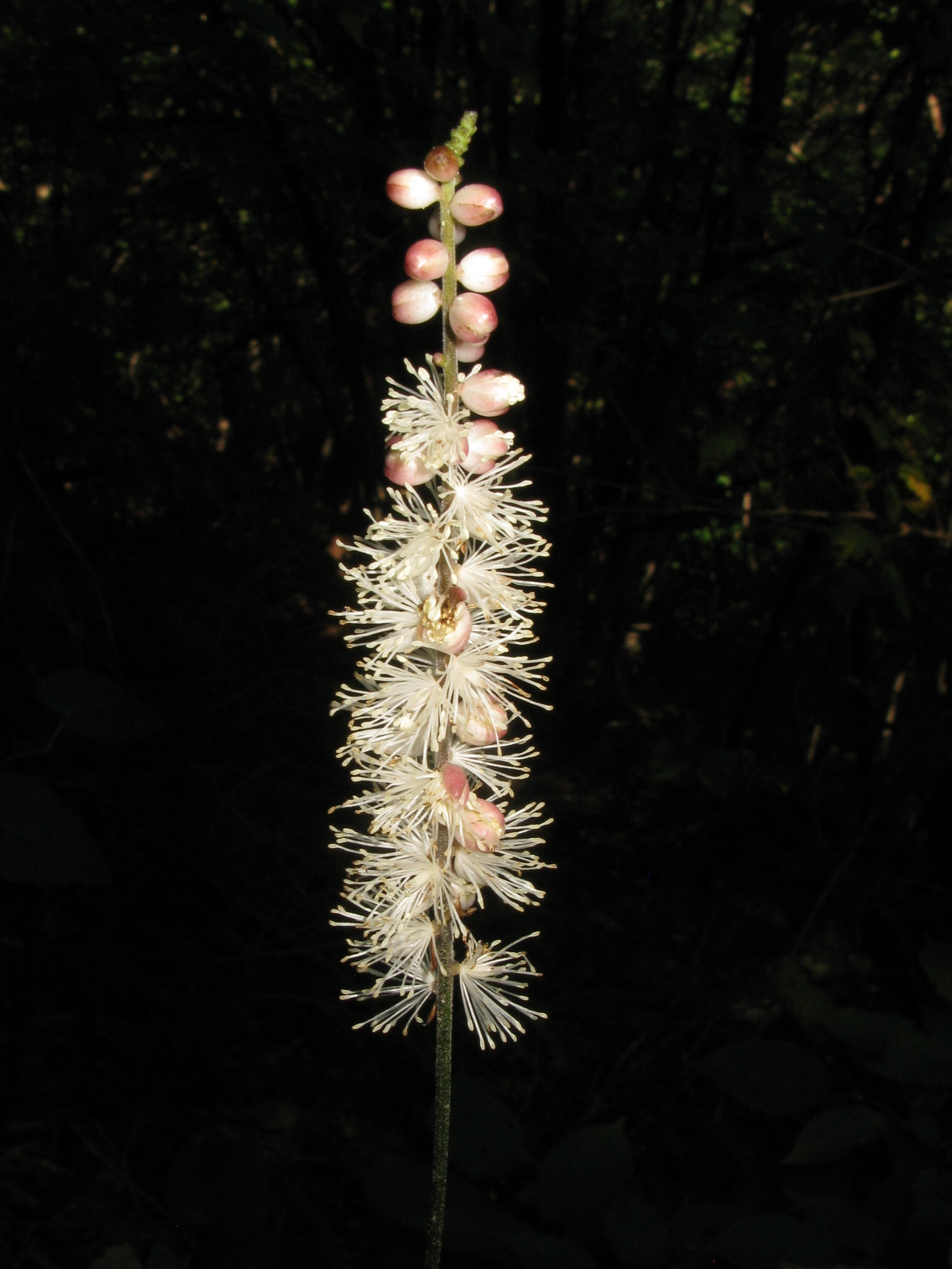
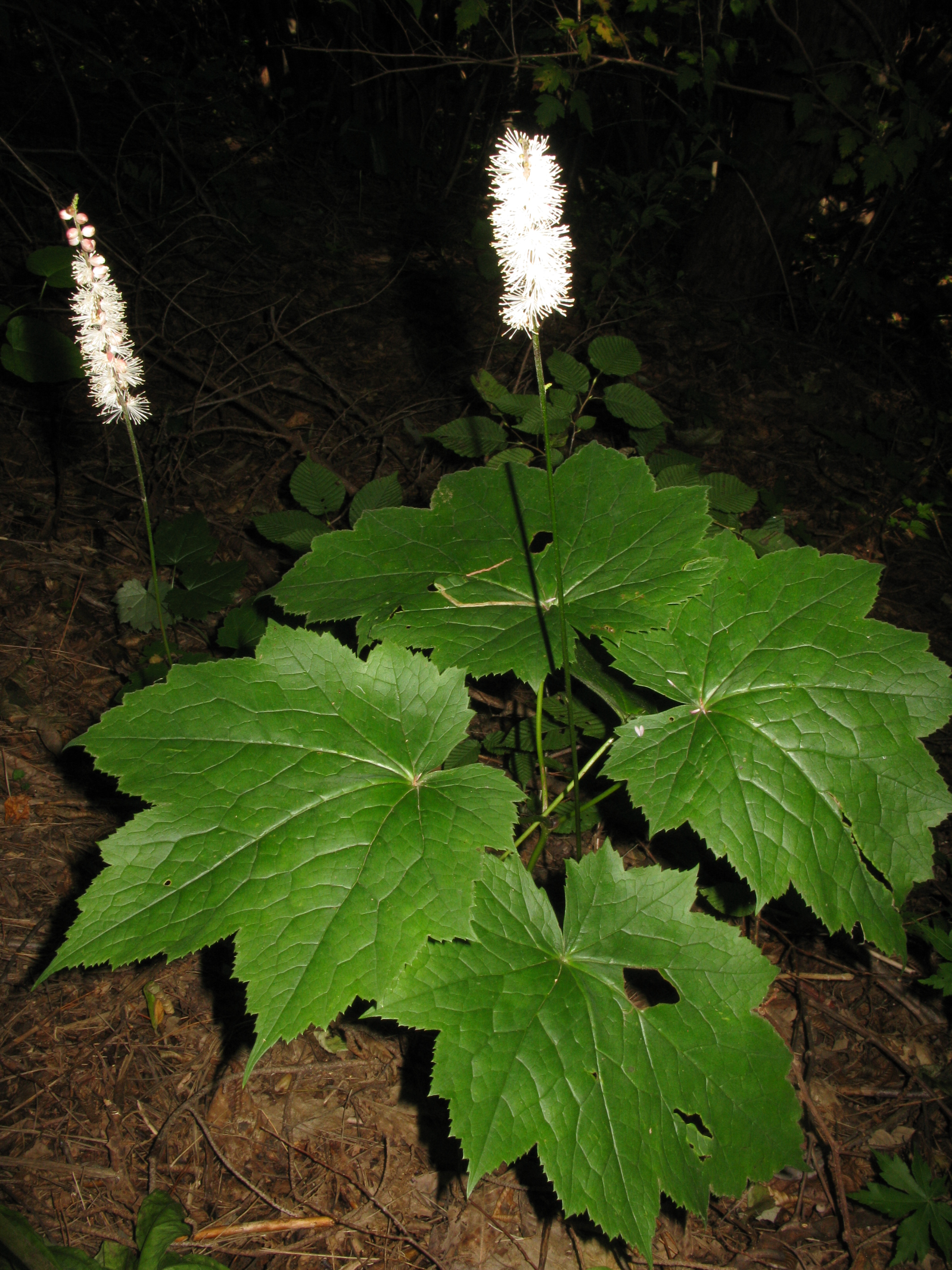
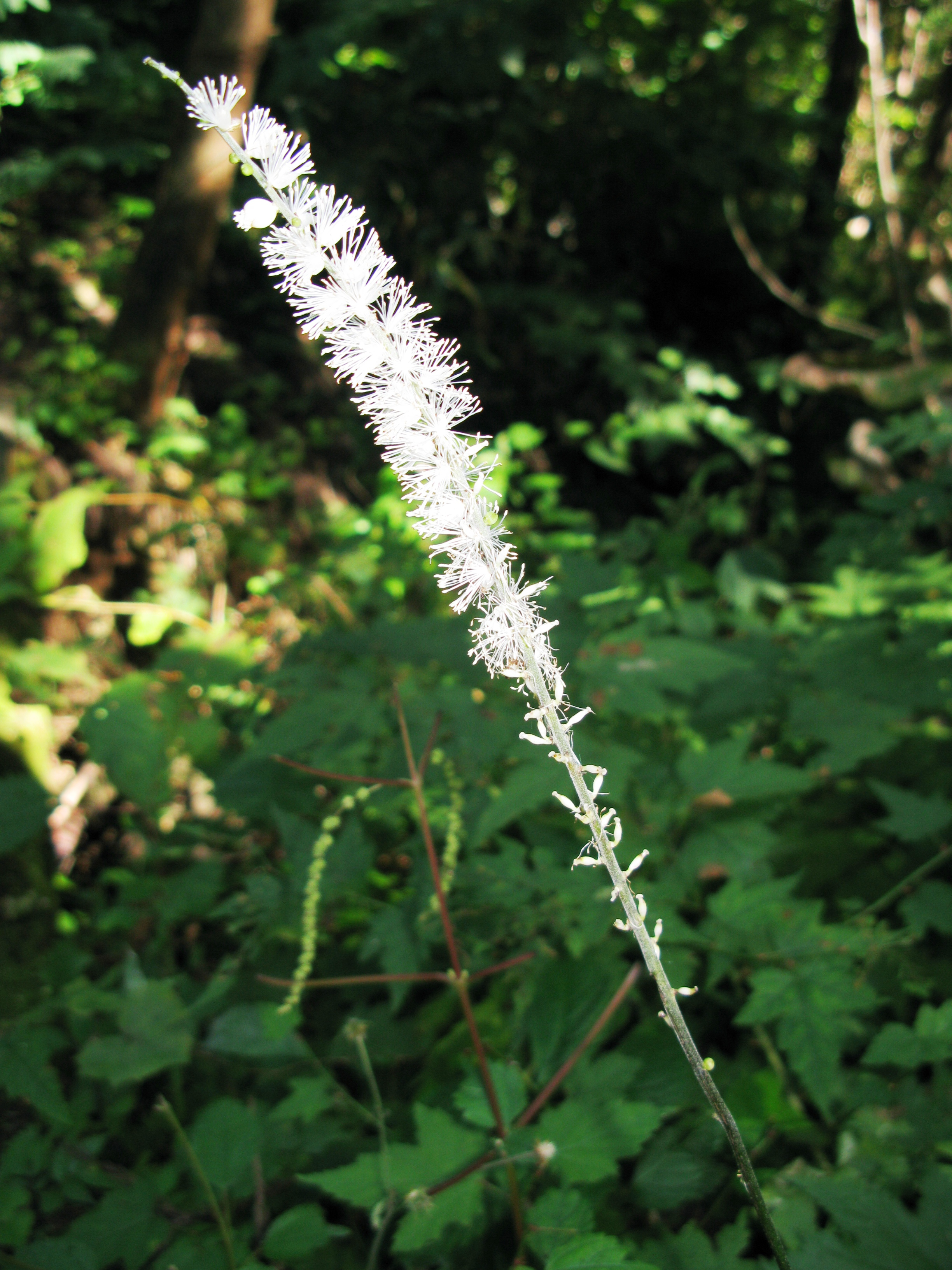